# London Stone
London Stone er en sten som befinder sig på nr. 111 Cannon Street i City of London.
Stenen siges at være nulpunktet som romerne målte alle afstande i Britannien ud fra, men sagnet fortæller også at stenen var en hedensk helligdom. I middelalderen blev stenen et symbol på byens uafhængighed, hvor folk diskuterede vigtige sager, eder blev sværget, aftaler besluttet og love forkyndt. Stenen skal også have været større end den er i dag.

## Eksterne links
- BBC/ BBC om London Stone
- Modern Antiquarian

51°30′41″N 0°05′22″V / 51.5115°N 0.0895°V